# Vailia mucronata
Vailia mucronata là một loài thực vật có hoa trong họ La bố ma. Loài này được Rusby miêu tả khoa học đầu tiên năm 1898.